# Fantasmi (saggio)
(Fantasmi - Tiziano Terzani)
Fantasmi, Dispacci dalla Cambogia è una raccolta postuma di articoli riguardanti la Cambogia scritti da Tiziano Terzani per alcuni dei maggiori quotidiani italiani (La Repubblica, Corriere della Sera) e il tedesco Der Spiegel, datati tra il 1973 fino agli anni novanta.
L'ampio lasso temporale considerato fa trasparire i mutamenti d'animo che l'autore ha riguardo alla Cambogia e alla progressiva perdita di speranza nelle "rivoluzioni" come mezzi di cambiamento.
L'opera si apre con una lunga introduzione della moglie Angela Terzani Staude che narra brevemente la loro vita di coppia e gli innumerevoli viaggi nati dal profondo amore per l'Asia.
Nei primi capitoli (datati 1973-1975) lo si vede impegnato a denunciare il colpo di Stato in Cambogia diretto dalla CIA, che vede destituito Norodom Sihanouk, e i vari bombardamenti USA nel sud-est asiatico. Inizia inoltre ad interessarsi al movimento dei Khmer rossi, organizzazione che sembra rappresentare la risposta all'ingiustizia e alla corruzione dilagante nel paese e che riscuote sempre maggior successo tra i contadini.
La situazione si fa via via più critica e la guerriglia comunista arriva a controllare la maggior parte del territorio nazionale ad eccezione delle maggiori città. Terzani si trova nella Phnom Penh assediata assieme ad altri corrispondenti, in trepida attesa. La sfortuna vuole però che si allontani dalla capitale proprio nei giorni della conquista finale (17 aprile 1975), rimanendo così tagliato fuori da quell'evento culmine. Scoraggiato tenta di rientrare in territorio cambogiano dalla frontiera thailandese, venendo però immediatamente fermato dai rivoluzionari. Episodio quasi letale per lo scrittore.
Con il nuovo governo dei Khmer rossi cala una cortina di silenzio sulla nazione, intervallata dai macabri racconti dei fuggitivi. Terzani in un primo momento teme si trattino di voci infondate, create per screditare il nuovo regime. Il suo spirito giornalistico lo spinge ad approfondire fino a riuscire a strappare un'intervista a uno dei massimi leader del momento: Ieng Sary. Il quadro che si delinea però mostra un governo terribilmente radicale capitanato da un ancora poco noto sanguinario leader: Pol Pot. La disillusione per i rivoluzionari Khmer comincia a crescere e il dubbio che in Cambogia sia in corso una strage comincia a prendere piede tra gli articoli scritti.
Nell'ultima parte Terzani parla dell'invasione vietnamita che libera il popolo cambogiano dalle oppressioni di Pol Pot e che termina così il genocidio che la rivoluzione stava perseguendo.
Fa trasparire inoltre l'immenso sgomento che suscitano in lui le trattative per la pace e il terribile silenzio della comunità internazionale, tale da non contestare il fatto che il seggio cambogiano all'ONU resti in mano ai Khmer rossi.
Descrive i terribili giochi di potere che vedono Cina (e più velatamente USA) finanziare i reduci tra i sanguinari rivoluzionari di Pol Pot in funzione anti-vietnamita (paese filo URSS) nonostante essi siano responsabili della morte di un'altissima parte della popolazione.
Racconta poi di come l'animo cambogiano si sia recentemente ripreso, non però con spirito di pace e fratellanza ma con esclusivo interesse al profitto e con contraddizioni e disparità simili a quelle degli anni settanta.
Il libro termina con un lungo articolo riguardo alla somma bellezza delle imponenti rovine di Angkor.

## Edizioni
- Tiziano Terzani, Fantasmi, collana Il Cammeo, Longanesi & C., 2008,  pp. 367, ISBN 978-88-304-2441-8.